# Hugo von Fabeck
Otto Gustav Hermann Hugo von Fabeck (* 14. Februar 1828 in Berlin; † 18. August 1870 bei St. Privat) war ein preußischer Major und Kommandeur des Garde-Schützen-Bataillons.

## Leben
Hugo war das neunte Kind des preußischen Generalleutnants Carl von Fabeck und dessen Ehefrau Amelie, geborene von Massenbach. Er war der Onkel des späteren Generals der Infanterie Max von Fabeck.
Aus dem Kadettenkorps kommend wurde Fabeck am 27. Mai 1845 als Sekondeleutnant dem Kaiser Alexander Garde-Grenadier-Regiment Nr. 1 der Preußischen Armee überwiesen. Im weiteren Verlauf seiner Militärkarriere stieg er hier bis April 1859 zum Hauptmann auf und war dann für ein Jahr Kompanieführer beim II. Bataillon des 3. Garde-Landwehr-Regiments. Anschließend wurde Fabeck zunächst als Kompanieführer in das Königin Elisabeth Garde-Grenadier-Regiment Nr. 3 versetzt und am 19. September 1860 zum Kompaniechef ernannt. Mit diesem Regiment nahm er 1866 am Deutschen Krieg teil. Nach dem Friedensschluss folgte am 30. Oktober 1866 unter gleichzeitiger Beförderung zum Major seine Versetzung in das 2. Garde-Regiment zu Fuß. Hier kommandierte Fabeck bis zum 11. April 1870 das Füsilierbataillon und wurde anschließend zum Kommandeur des Garde-Schützen-Bataillons ernannt.
Das Bataillon führte Fabeck 1870 im Krieg gegen Frankreich. In der Schlacht bei Gravelotte kam er dabei am 18. August 1870 ums Leben.
Ihm zu Ehren wurde im Jahre 1905 die Straße in Berlin-Dahlem, an der sich die neue Kaserne des Garde-Schützen-Bataillons befand, in Fabeckstraße umbenannt.
Er heiratete am 6. Oktober 1864 Karoline Amalie Wanda Franziska Helene von Daum (* 5. Oktober 1842). Das Paar hatte folgende Kinder:
- Helene Margarete (* 3. Januar 1866)
- Margarete Amelie Mathilde (1867–1868)
- Rosa Emilie Matilde (1869–1870)